# Uzynagasz
Uzynagasz (kaz. Ұзынағаш; ros. Узынагаш) – wieś w południowo-wschodnim Kazachstanie, w obwodzie ałmackim, siedziba administracyjna rejonu Żambył. W 2009 roku liczyła ok. 31 tys. mieszkańców.